# فيلي بوتا
فيلي بوتا (بالإنجليزية: Willie Botha) هو عداء مسافات متوسطة جنوب أفريقي، ولد في 31 مارس 1912، وتوفي في 14 يونيو 1967.

## وصلات خارجية
- فيلي بوتا على موقع أوليمبيديا (الإنجليزية)
- فيلي بوتا على موقع اتحاد ألعاب الكومنولث (مؤرشف) (الإنجليزية)